# Rally Cataluña de 2014
El Rally de Cataluña de 2014, oficialmente 50º Rally RACC Catalunya – Costa Daurada (Rallye de España), fue la 50.ª edición y la duodécima ronda de la temporada 2014 del Campeonato Mundial de Rally. Se celebró del 24 al 26 de octubre y fue también la duodécima ronda de los campeonatos WRC 2 y WRC 3. Contó con un itinerario de 372,96 km cronometrados repartidos en diecisiete tramos unos sobre asfalto y otros sobre tierra. La prueba también puntuó para el copa monomarca DMack Fiesta Trophy y para la Beca RMC 2014.
El itinerario fue presentado el 16 de septiembre en el Ayuntamiento de Barcelona donde se anunció la inclusión de un tramo urbano de 1,6 km de longitud por las calles de dicha ciudad, del que una parte transcurría por el antiguo Circuito de Montjuic que había albergado Grandes Premios de Fórmula 1. Además con motivo del 50.º aniversario de la prueba el tramo de Escaladei (SS8 y SS10) de programó con una distancia exacta de 50 km. Durante la semana previa a la carrera se organizó una exposición en el Centro Comercial Arena de la ciudad condal con motivo de las cincuenta ediciones.
La prueba contó con setenta y cuatro pilotos inscritos, doce de los cuales formaban parte de los equipos inscritos en el campeonato de constructores: Volkswagen Motorsport, Volkswagen Motorsport II, Citroën World Rally Team, M-Sport World Rally Team, Hyundai Motorsport, Hyundai Motorsport N, Jipocar Czech National Team y RK M-Sport WRT. Dieciocho pilotos participaban además en el WRC 2 y dos en el WRC 3. El líder del campeonato de pilotos Sébastien Ogier llegaba a la prueba con una ventaja de veintisiete puntos sobre su inmediato seguidor y compañero de equipo Jari-Matti Latvala, por lo que le bastaba con sumar un punto para proclamarse campeón matemáticamente a falta de la última ronda. Finalmente Ogier, tras liderar casi todo el fin de semana, se llevó la victoria, la segunda en Cataluña, y el título mundial. Segundo fue Latvala y tercero Mikko Hirvonen, por lo que se repitió el mismo podio que en la edición anterior. El catarí Nasser Al-Attiyah venció en la categoría WRC 2, Mohamed Al-Mutawaa en WRC 3 y Sander Pärn en la Drive Dmack Cup.

## Desarrollo

### Día 1
El jueves día 23 se disputó el shakedown, tramo que algunos pilotos no disputaron, otros solo dieron dos pasadas e incluso algunos pasaron por el mismo a una velocidad muy lenta, como Martin Prokop o Kris Meeke. El piloto más rápido fue el belga Thierry Neuville que con el Hyundai i20 WRC marcó el mejor tiempo: 2:09,2. Segundo fue Sébastien Ogier que terminó a solo 2 décimas. El compañero de equipo de Neuville, Dani Sordo terminó tercero a medio segundo. Robert Kubica y Yuriy Protasov completaron las cinco primeras posiciones. A las 18:08 de la tarde dio comienzo la prueba con la disputa del primer tramo, la especial urbana que transcurría por las calles de Barcelona. El más rápido fue el piloto de Volkswagen Andreas Mikkelsen con un tiempo de 3:39.1. Segundo fue su compañero de equipo Sébastien Ogier y tercero Thierry Neuville.

### Día 2
El segundo día de rally se disputaron seis tramos, cuatro de ellos sobre tierra y dos mixtos, con superficie que mezclaba asfalto y tierra. El más rápido en el primer tramo fue Kris Meeke que ascendió a la segunda plaza de la general.

## Itinerario
| Día   | SS   | Nombre | Nombre                      | Distancia | Hora  | Ganador            | Tiempo  | Vel. m.    | Líder rally       |
| ----- | ---- | ------ | --------------------------- | --------- | ----- | ------------------ | ------- | ---------- | ----------------- |
| Día 1 | SS1  |        | Barcelona                   | 3.00 km   | 18:08 | Andreas Mikkelsen  | 3:39.1  | 52,6 km/h  | Andreas Mikkelsen |
| Día 2 | SS2  |        | Gandesa 1                   | 7.00 km   | 08:33 | Kris Meeke         | 4:26.3  | 94,6 km/h  | Andreas Mikkelsen |
| Día 2 | SS3  |        | Pesells 1                   | 26.59 km  | 08:58 | Hayden Paddon      | 15:26.6 | 103,3 km/h | Thierry Neuville  |
| Día 2 | SS4  |        | Terra Alta 1                | 35.68 km  | 10:01 | Sébastien Ogier    | 23:26.1 | 91,4 km/h  | Sébastien Ogier   |
| Día 2 | SS5  |        | Gandesa 2                   | 7.00 km   | 13:54 | Sébastien Ogier    | 4:23.0  | 95,8 km/h  | Sébastien Ogier   |
| Día 2 | SS6  |        | Pesells 2                   | 26.59 km  | 14:19 | Thierry Neuville   | 14:43.3 | 108,4 km/h | Sébastien Ogier   |
| Día 2 | SS7  |        | Terra Alta 2                | 35.68 km  | 15:22 | Sébastien Ogier    | 22:46.1 | 94,0 km/h  | Sébastien Ogier   |
| Día 3 | SS8  |        | Tivissa                     | 3.96 km   | 09:08 | Jari-Matti Latvala | 2:25:6  | 97,9 km/h  | Sébastien Ogier   |
| Día 3 | SS9  |        | Escaladei 1                 | 50.00 km  | 09:51 | Jari-Matti Latvala | 29:14:4 | 102,6 km/h | Sébastien Ogier   |
| Día 3 | SS10 |        | Colldejou 1                 | 26.48 km  | 11:14 | Jari-Matti Latvala | 15:41:5 | 101,2 km/h | Sébastien Ogier   |
| Día 3 | SS11 |        | Escaladei 2                 | 50.00 km  | 14:16 | Sébastien Ogier    | 29:17:9 | 102,4 km/h | Sébastien Ogier   |
| Día 3 | SS12 |        | Colldejou 2                 | 26.48 km  | 15:39 | Jari-Matti Latvala | 15:40:6 | 101,3 km/h | Sébastien Ogier   |
| Día 3 | SS13 |        | Salou                       | 2.24 km   | 17:07 | Andreas Mikkelsen  | 2:36:4  | 51,6 km/h  | Sébastien Ogier   |
| Día 4 | SS14 |        | La Mussara 1                | 20.48 km  | 07:30 | Jari-Matti Latvala | 11:08:3 | 110,3 km/h | Sébastien Ogier   |
| Día 4 | SS15 |        | Riudecanyes 1               | 15.55 km  | 08:20 | Jari-Matti Latvala | 10:00:1 | 93,3 km/h  | Sébastien Ogier   |
| Día 4 | SS16 |        | La Mussara 2                | 20.48 km  | 10:45 | Jari-Matti Latvala | 11:05:6 | 110,8 km/h | Sébastien Ogier   |
| Día 4 | SS17 |        | Riudecanyes 2 (Power Stage) | 15.55 km  | 10:45 | Jari-Matti Latvala | 10:00:1 | 93,3 km/h  | Sébastien Ogier   |

## Clasificación final
| Pos.     | Piloto             | Copiloto             | Automóvil               | Tiempo    | Dif.     | Puntos |
| WRC      | WRC                | WRC                  | WRC                     | WRC       | WRC      | WRC    |
| -------- | ------------------ | -------------------- | ----------------------- | --------- | -------- | ------ |
| 1.       | Sébastien Ogier    | Julien Ingrassia     | Volkswagen Polo R WRC   | 3:46:44.6 | 0.0      | 25     |
| 2.       | Jari-Matti Latvala | Miikka Anttila       | Volkswagen Polo R WRC   | 3:46:55.9 | +11.3    | 18     |
| 3.       | Mikko Hirvonen     | Jarmo Lehtinen       | Ford Fiesta RS WRC      | 3:48:26.8 | +1:42.2  | 15     |
| 4.       | Mads Ostberg       | Jonas Andersson      | Citroën DS3 WRC         | 3:48:57.9 | +2:13.3  | 12     |
| 5.       | Dani Sordo         | Marc Martí           | Hyundai i20 WRC         | 3:49:06.8 | +2:22.2  | 10     |
| 6.       | Thierry Neuville   | Nicolas Gilsoul      | Hyundai i20 WRC         | 3:50:45.6 | +4:01.0  | 8      |
| 7.       | Andreas Mikkelsen  | Ola Floene           | Volkswagen Polo R WRC   | 3:50:47.5 | +4:02.9  | 6      |
| 8.       | Martin Prokop      | Jan Tomanek          | Ford Fiesta RS WRC      | 3:54:51.4 | +8:06.8  | 4      |
| 9.       | Hayden Paddon      | John Kennard         | Hyundai i20 WRC         | 3:55:57.0 | +9:12.4  | 2      |
| 10.      | Nasser Al-Attiyah  | Giovanni Bernacchini | Ford Fiesta RRC         | 3:59:24.4 | +12:39.8 | 1      |
| WRC 2    |                    |                      |                         |           |          |        |
| 1. (10.) | Nasser Al-Attiyah  | Giovanni Bernacchini | Ford Fiesta RRC         | 3:59:24.4 | 0.0      | 25     |
| 2. (13.) | Julien Maurin      | Nicolas Klinger      | Ford Fiesta R5          | 3:59:59.4 | +35.0    | 18     |
| 3. (16.) | Robert Barrable    | Stuart Loudon        | Ford Fiesta R5          | 4:03:56.9 | +4:32.5  | 15     |
| 4. (18.) | Benito Guerra      | Borja Rozada         | Mitsubishi Lancer Evo X | 4:12:10.5 | +12:46.1 | 12     |
| 5. (21.) | Nicolás Fuchs      | Fernando Mussano     | Ford Fiesta R5          | 4:17:42.6 | +18:18.2 | 10     |
| 6. (23.) | Valeriy Gorban     | Volodymyr Korsia     | Mini Cooper S2000 1.6T  | 4:21:21.0 | +21:56.6 | 8      |
| 7. (24.) | Karl Kruuda        | Martin Järveoja      | Ford Fiesta S2000       | 4:21:24.1 | +21:59.7 | 6      |
| 8. (40.) | Joudan Serderidis  | Frederic Miclotte    | Ford Fiesta R5          | 4:41:22.5 | +41:58.1 | 4      |
| WRC 3    |                    |                      |                         |           |          |        |
| 1. (47.) | Mohamed Al-Mutawaa | Stephen McAuley      | Citroën DS3 R3T         | 4:51:22.6 | 0.0      | 25     |